# Máy bay tiêm kích phản lực thế hệ thứ tư
Máy bay được phân loại là máy bay tiêm kích phản lực thế hệ thứ tư là những chiếc được đưa vào sử dụng trong khoảng thời gian từ 1980-2010, thể hiện những khái niệm thiết kế của thập kỷ 1970. Những bản thiết kế thế hệ thứ tư bị ảnh hưởng nhiều từ những bài học có được từ những thế hệ máy bay chiến đấu trước đó. Những chiếc đại diện cho thế hệ này gồm loạt máy bay chiến đấu "mới" của Hoa Kỳ (F-14, F-15, F-16, và F/A-18) cùng những chiếc MiG-29 và Su-27 của Xô viết. Giá thành ngày càng cao cộng với những thành công rõ ràng của những chiếc máy bay chiến đấu đa chức năng như F-4 Phantom II khiến những chiếc máy bay loại này ngày càng trở nên phổ biến. Những tên lửa không đối không tầm xa, trước kia được cho là đã khiến những trận không chiến tầm gần trở thành dĩ vãng, đã được chứng minh là mang lại ít hiệu quả hơn mong đợi; vì thế các nhà thiết kế đã quay sang nhấn mạnh trên khả năng thao diễn.
Sự tiến bộ nhanh chóng của máy vi tính trong thập kỷ 1980 và 90 đã cho phép nâng cấp liên tục các ứng dụng điện tử vào máy bay trong suốt quãng đời hoạt động của chúng, các hệ thống mới được tích hợp thêm như mạng điện tử quét chủ động (AESA), kênh điện tử số (digital avionics buses), và tìm kiếm và theo dõi bằng tia hồng ngoại (IRST). Nhờ những cải tiến tăng cường tính năng, những chiếc máy bay đó và những bản thiết kế mới trong thập kỷ 1990 đã có thêm nhiều khả năng mới, thỉnh thoảng thuật ngữ thế hệ thứ 4.5 được sử dụng để chỉ những chiếc máy bay loại này. Và thuật ngữ này cũng mang chủ đích phản ánh một lớp máy bay chiến đấu thế hệ thứ tư đã được tích hợp những cải tiến mang tính cách mạng như các kênh điện tử tích hợp và những yếu tố tàng hình khác. Ví dụ đầu tiên của thế hệ này là chiếc F/A-18E/F Super Hornet, một phiên bản cải tiến của chiếc Hornet thập kỷ 1970. Chỉ riêng các tính năng khí động học căn bản vẫn giữ như cũ, các bộ phận khác đều được cải tiến: buồng lái toàn kính, radar AESA trạng thái rắn mạng pha chủ động, động cơ mới, các vật liệu khung bằng composite nhằm giảm trọng lượng và hình dạng hơi được sửa đổi để giảm diện tích phản hồi radar.

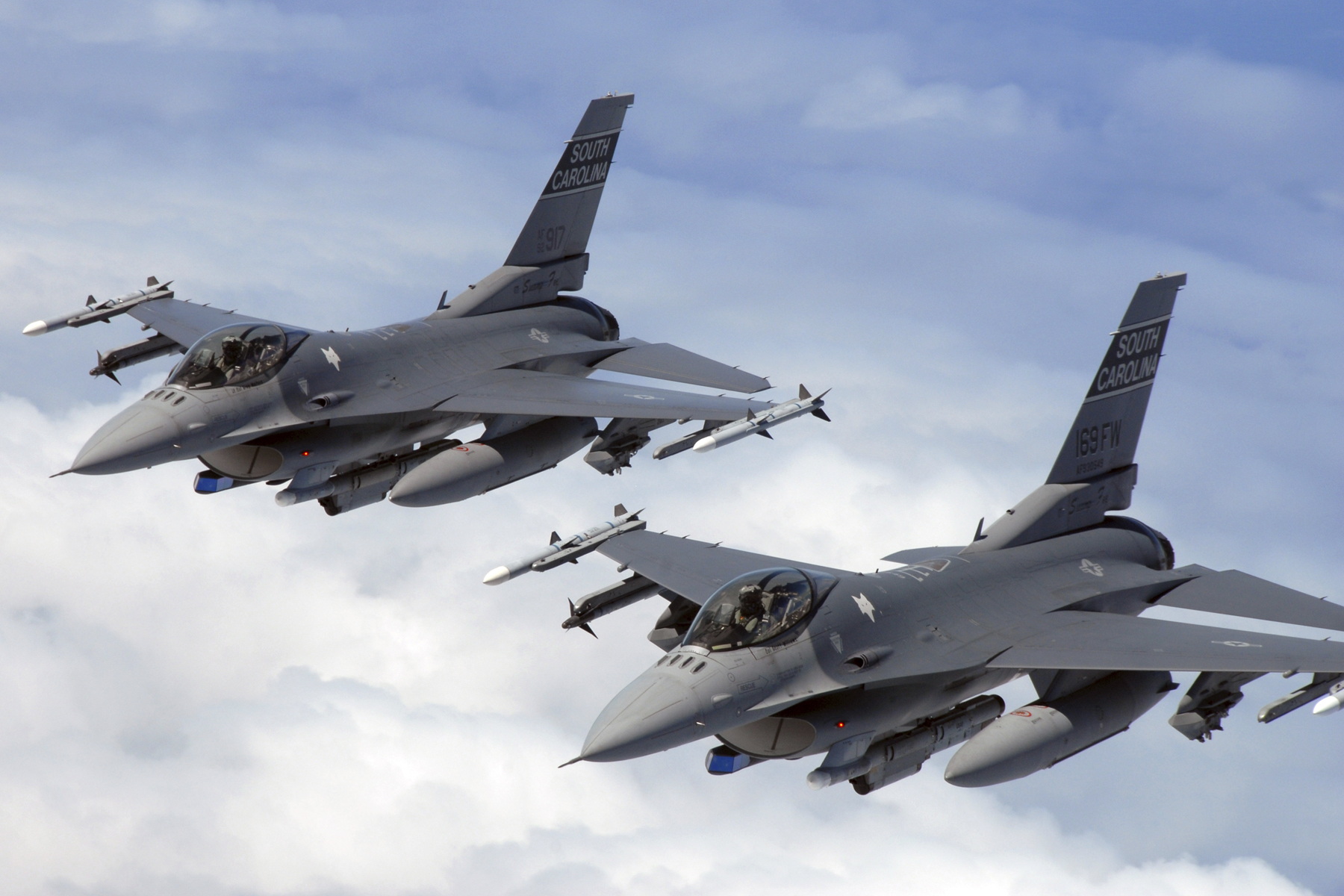
F-16 của USAF

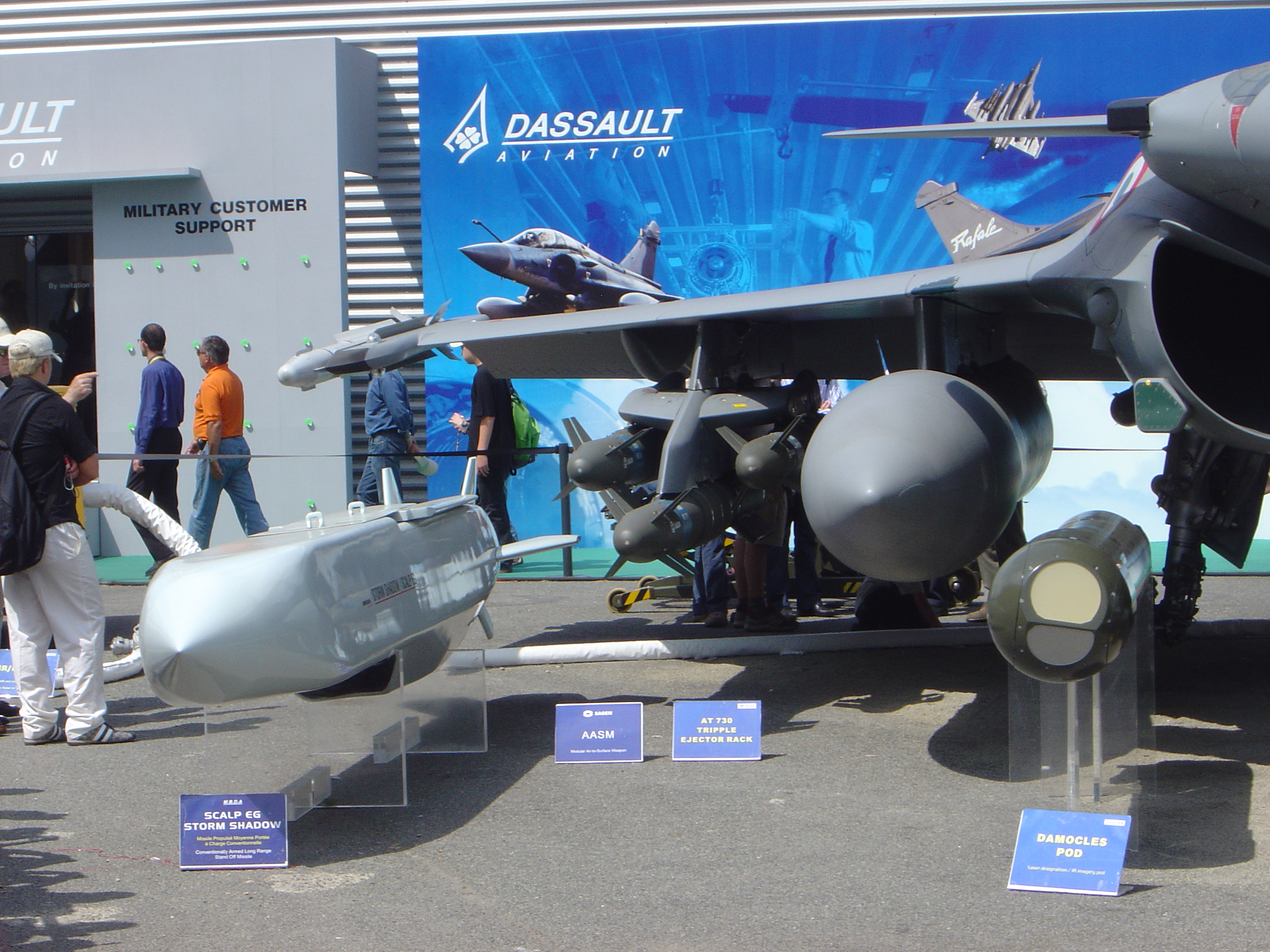
Rafale của Pháp kèm theo vũ khí trong triển lãm Paris Air Show năm 2005

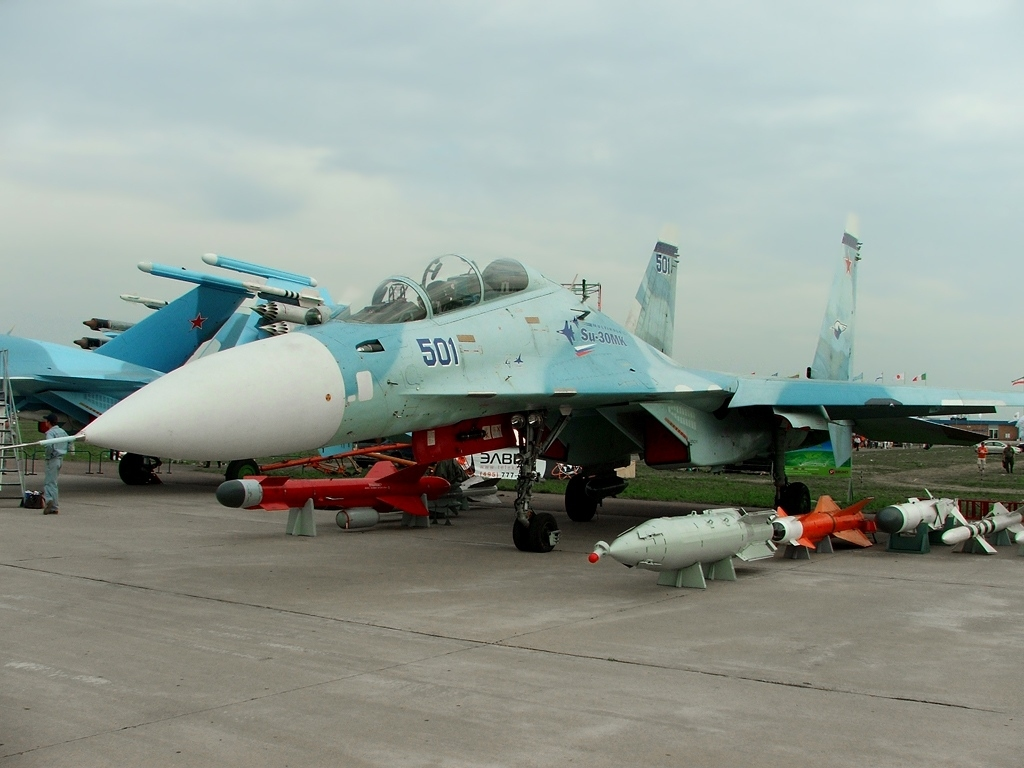
Su-30 của Nga kèm theo vũ khí trong triển lãm tại Zhukovskiy, Moskva năm 2007

## Danh sách các máy bay chiến đấu thế hệ thứ tư
- Pháp
  - Dassault Mirage 2000/N/D
  - Dassault Rafale
- Ấn Độ
  - HAL Tejas
- Israel
  - IAI Kfir (C.10 và C.12)
- Trung Quốc
  - Chengdu J-10
  - Shenyang J-11
  - Shenyang J-15 (hải quân)
  - Xian JH-7

- Trung Quốc/ Pakistan
  - CAC JF-17 Thunder
- Đài Loan/ Hoa Kỳ
  - AIDC F-CK-1 Ching-kuo
- Nga/ Ấn Độ
  - Sukhoi Su-30MKI
  - Mikoyan MiG-29K

- Nga -  Liên Xô
  - Mikoyan MiG-29/MiG-29M/MiG-35
  - Mikoyan MiG-29K (hải quân)
  - Mikoyan MiG-31
  - Sukhoi Su-27/Su-30/Su-35
  - Sukhoi Su-33 (hải quân)
  - Sukhoi Su-34
- Hàn Quốc

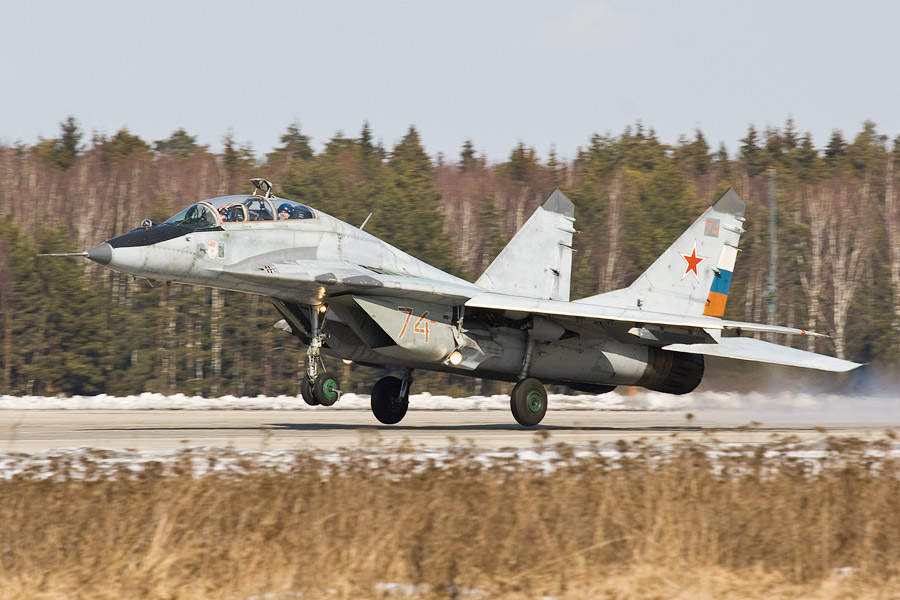
MiG-29 hai chỗ ngồi của Nga

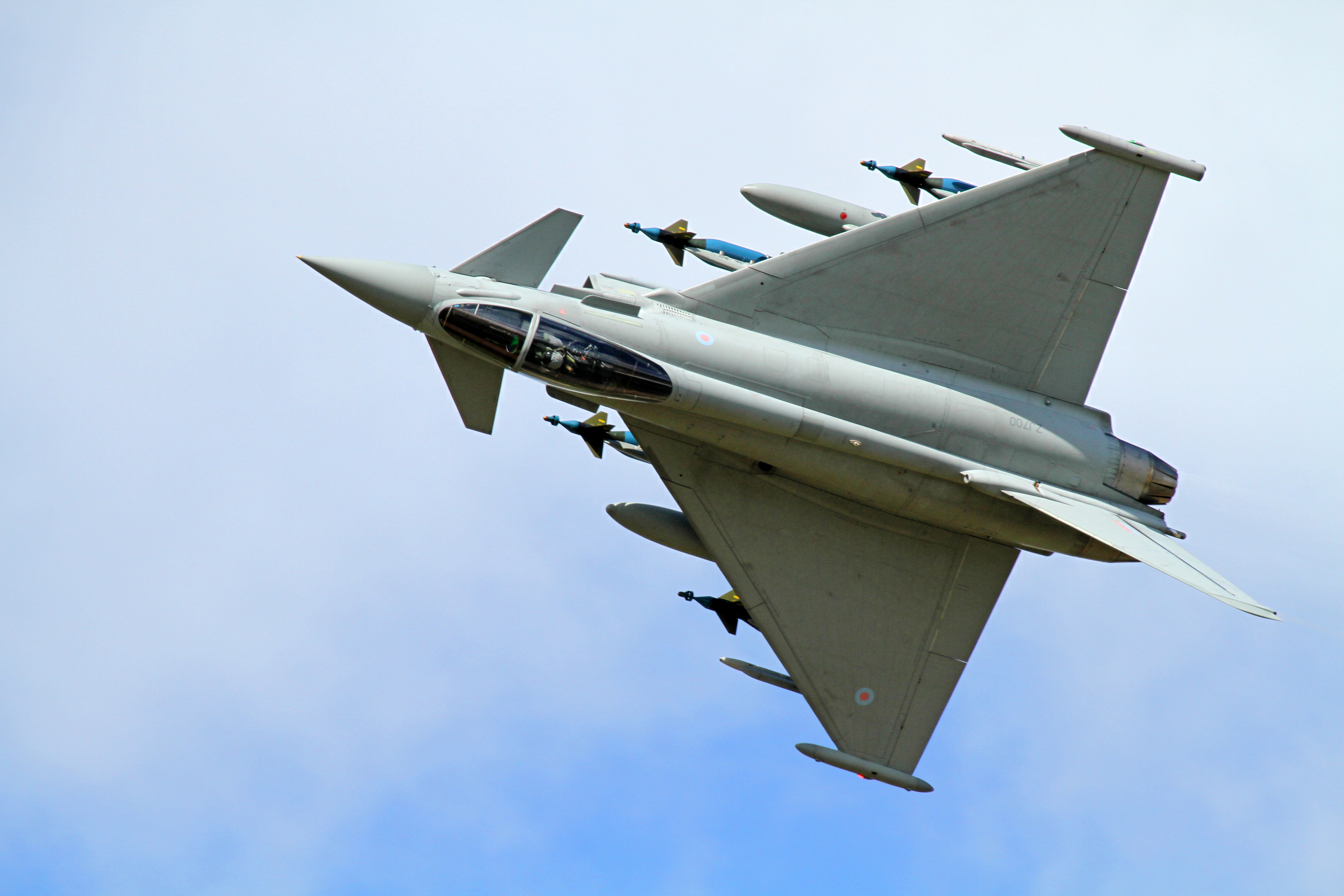
Eurofighter Typhoon mang đầy đủ vũ khí

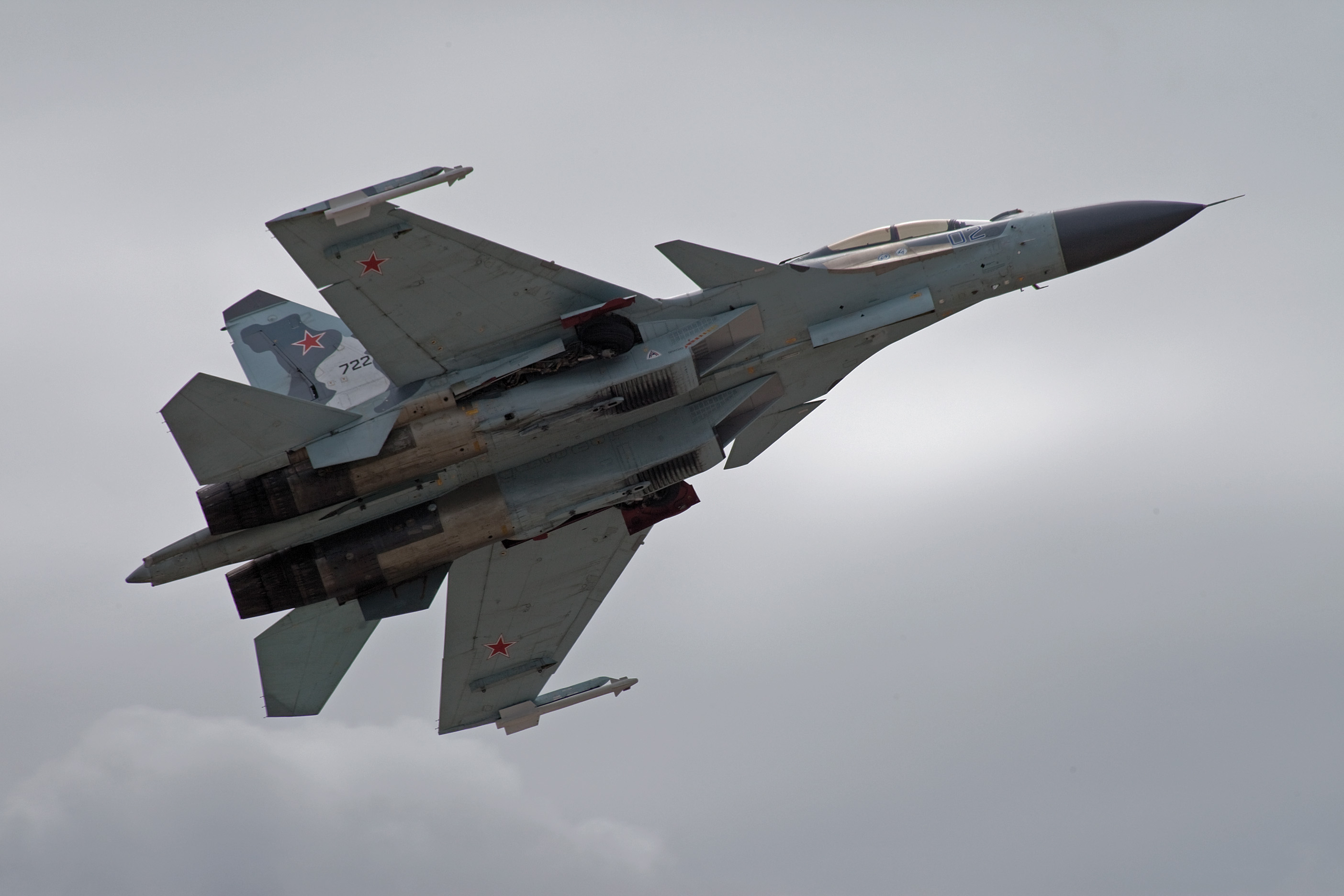
Su-30 của Không quân Nga trong triển lãm MAKS tại Moskva năm 2009

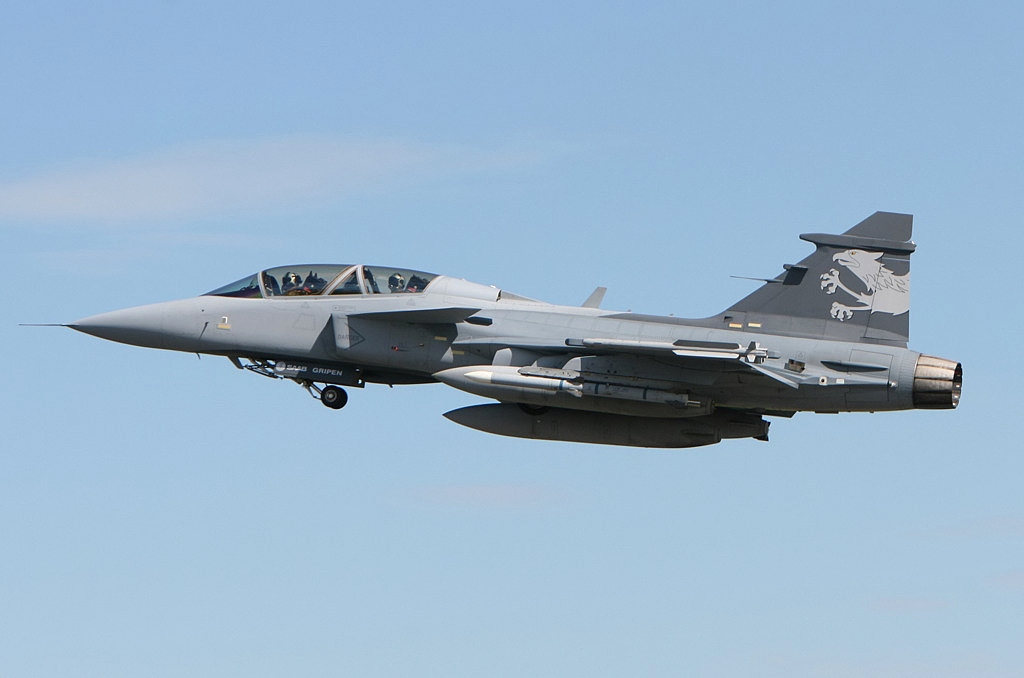
JAS-39 Gripen của Không quân Thụy Điển

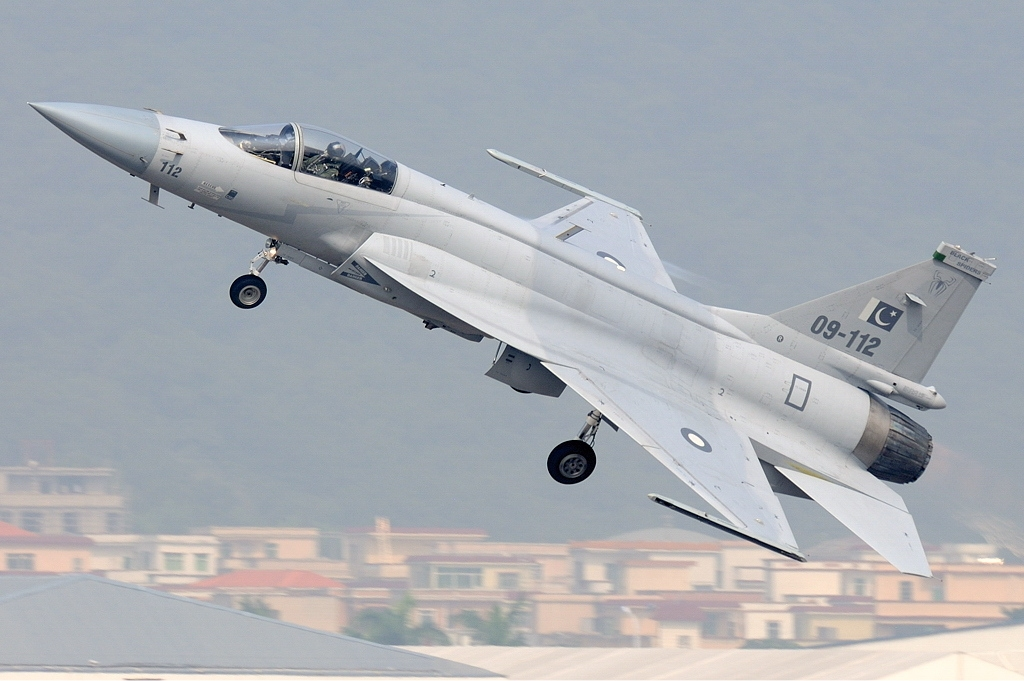
JF-17 của Không quân Pakistan do Trung Quốc-Pakistan cùng sản xuất

  - KAI FA-50 (dự kiến bay lần đầu năm 2012)
- Thụy Điển
  - Saab JAS 39 Gripen
- Anh Quốc/ Đức/ Ý/ Tây Ban Nha
  - Eurofighter Typhoon
- Anh Quốc/ Ý
  - Panavia Tornado ADV
- Hoa Kỳ
  - General Dynamics/Lockheed Martin F-16 Fighting Falcon
  - Grumman F-14 Tomcat (hải quân)
  - McDonnell Douglas F/A-18 Hornet/F/A-18E/F Super Hornet (hải quân)
  - McDonnell Douglas/Boeing F-15 Eagle/F-15E Strike Eagle/F-15SE Silent Eagle
- Hoa Kỳ/ Nhật Bản
  - Mitsubishi F-2

### Dự án hủy bỏ
- Argentina
  - FMA SAIA 90 (không chế tạo)
- Pháp
  - Dassault Mirage 4000 (bay lần đầu ngày 9/3/1979)
- Israel
  - IAI Lavi (bay lần đầu ngày 31/12/1986)
  - IAI Nammer (bay lần đầu ngày 21/3/1991)
- Ba Lan
  - PZL-230 Skorpion
- Thụy Sĩ
  - ALR Piranha
- Trung Quốc
  - Chengdu J-9 (không chế tạo)
  - Shenyang J-13 (không chế tạo)
- Romania
  - IAR 95 (không chế tạo)
- South Africa
  - Atlas Carver (không chế tạo)
- Nga -  Liên Xô
  - M-ATF (không chế tạo)
  - Mikoyan Project 1.44 (mẫu trình diễn công nghệ)
  - Sukhoi Su-47 (bay lần đầu ngày 25/9/1997) (mẫu trình diễn công nghệ)
  - Yakovlev Yak-141 (bay lần đầu ngày 9/3/1987)/Yak-43 (không chế tạo)
  - Yakovlev Yak-45 (không chế tạo)
- Anh Quốc
  - British Aerospace EAP (bay lần đầu ngày 8/8/1986) (mẫu trình diễn công nghệ)
- Hoa Kỳ
  - Northrop YF-17 (bay lần đầu ngày 9/6/1974)
  - Northrop F-20 Tigershark (bay lần đầu ngày 30/8/1982)
- Nam Tư
  - Novi Avion (không chế tạo)

## Đánh giá thiết kế

### Tính năng thao diễn
Từ trước tới nay tính năng thao diễn luôn được coi là một trong những điểm quan trọng nhất trong thiết kế máy bay, bởi nó cho phép máy bay đạt được vị trí thích hợp nhất cho việc sử dụng vũ khí trong khi khiến đối thủ không thể sử dụng vũ khí của họ. Điều này có thể xảy ra ở tầm xa (vượt quá tầm nhìn (BVR)) hay tầm gần (trong tầm nhìn (WVR)). Ở tầm gần, vị trí lý tưởng là phía sau máy bay địch, nơi có thể ngắm hay phát hỏa vũ khí và đuôi phụt khí nóng của máy bay trước chính là mục tiêu tuyệt vời cho các tên lửa tìm nhiệt. Ở tầm xa, tuy khó quan sát bằng quang học, nhưng dù sao vẫn có lợi thế ngăn chặn máy bay địch trước khi chúng tiếp cận mục tiêu.
Hai mục tiêu đó đều là yêu cầu thiết kế - ngăn chặn đòi hỏi có tốc độ tốt, trong khi ở tầm gần đòi hỏi khả năng đổi hướng và tăng tốc nhanh chóng. Trước thập niên 1970, quan điểm phòng thủ thông thường cho rằng tên lửa sẽ đưa các cuộc đối đầu tầm gần vào dĩ vãng và vì thế các tính năng thao diễn là không cần thiết. Thực tế chiến đấu cho thấy điều này không chính xác vì chất lượng tên lửa không tốt. Dù các cải tiến trong công nghệ tên lửa có thể giúp điều này trở thành hiện thực, kinh nghiệm cho thấy các bộ phận cảm biến không phải lúc nào cũng hoạt động hoàn hảo và các máy bay chiến đấu sẽ cần khả năng tiếp cận và thao diễn tầm gần. Vì thế trong khi những chiếc máy bay phản lực chiến đấu thế hệ thứ ba đầu tiên (như chiếc F-4 và Mig-23) được thiết kế với tính năng đánh chặn và có nhấn mạnh thêm khả năng thao diễn, thì những chiếc đánh chặn ở thế hệ thứ tư chú trọng nhất tới tính thao diễn.
Hai yếu tố chính ảnh hưởng tới khả năng thao diễn máy bay - khối lượng năng lượng do động cơ tạo ra, và khả năng kiểm soát các bề mặt của máy bay để hướng năng lượng đó theo các hướng khác nhau. Khả năng thao diễn chiến đấu (ACM) phụ thuộc rất nhiều vào việc kiểm soát năng lượng, bởi năng lượng là tổng của độ cao và tốc độ. Máy bay càng có năng lượng lớn càng phải có độ linh hoạt trong kiểm soát hướng phụt cao. Một máy bay có năng lượng thấp là một mục tiêu bất động và không được bảo vệ. Cần nhớ rằng năng lượng không phải lúc nào cũng cân bằng với tốc độ; tuy nhiều năng lượng sẽ mang lại khả năng tăng tốc tốt, nhưng tốc độ tối đa của máy bay được quyết định ở việc nó tạo ra bao nhiêu sức cản với không khí. Chính đây là điểm cần tính toán để có mức cân bằng hợp lý. Những mẫu thiết kế mức cản không khí thấp có cánh rất nghiêng, nhỏ và mập để khuấy động dòng không khí ở mực độ thấp nhất. Tuy nhiên, điều đó cũng có nghĩa chúng bị thu hẹp đáng kể khả năng biến đổi dòng không khí, là mấu chốt cho khả năng thao diễn của máy bay.
Có hai chỉ số về các yếu tố này. Khả năng quay vòng của một chiếc máy bay có thể được tính phỏng chừng theo chất tải cánh, được xác định khi lấy tổng khối lượng máy bay chia cho các diện tích nâng của nó. Cánh chất tải lớn ít có khả năng tạo thêm lực nâng phụ, và vì thế làm giảm khả năng quay vòng, trong khi những cánh chất tải nhỏ có khả năng tạo thêm lực nâng phụ và vì thế có lực nâng tiềm tàng lớn hơn. Một cách ước tính khả năng tăng tốc là lấy lực đẩy động cơ máy bay chia cho tỷ lệ trọng lượng.
|           | Tỷ lệ Lực đẩy/ Trọng lượng | Trọng lượng cánh kg/m² | Ghi chú                                                |
| --------- | -------------------------- | ---------------------- | ------------------------------------------------------ |
| Rafale F2 | 1.13                       | 304                    | 5300 l nhiên liệu trong                                |
| Typhoon   | 1.18                       | 300                    | 4700 l nhiên liệu trong                                |
| F-2       | 0.89                       | 430                    |                                                        |
| MiG-29SM  | 1.13                       | 411                    |                                                        |
| Su-27     |                            |                        |                                                        |
| Su-30     | 1.10                       | 414                    | Ấn Độ Su-30MKI có bộ phận chỉnh hướng phụt             |
| J-10      | 1.10                       | 300                    | Phiên bản cải tiến dự tính có bộ phận chỉnh hướng phụt |
| Gripen    | 0.94                       | 341                    |                                                        |
| F-22A     | 1.2                        | 342                    | 13000 l nhiên liệu trong và bộ phận chỉnh phụt 2 hướng |
| F-35A     | 0.83                       | 446                    |                                                        |

Ghi chú:
- các giá trị lấy theo trọng lượng cất cánh thông thường, trừ khi được ghi chú đặc biệt.
- một số trọng lượng cất cánh và lực đẩy không phải là con số chính thức; vì thế chúng là giá trị ước tính.

#### Điều chỉnh hướng phụt

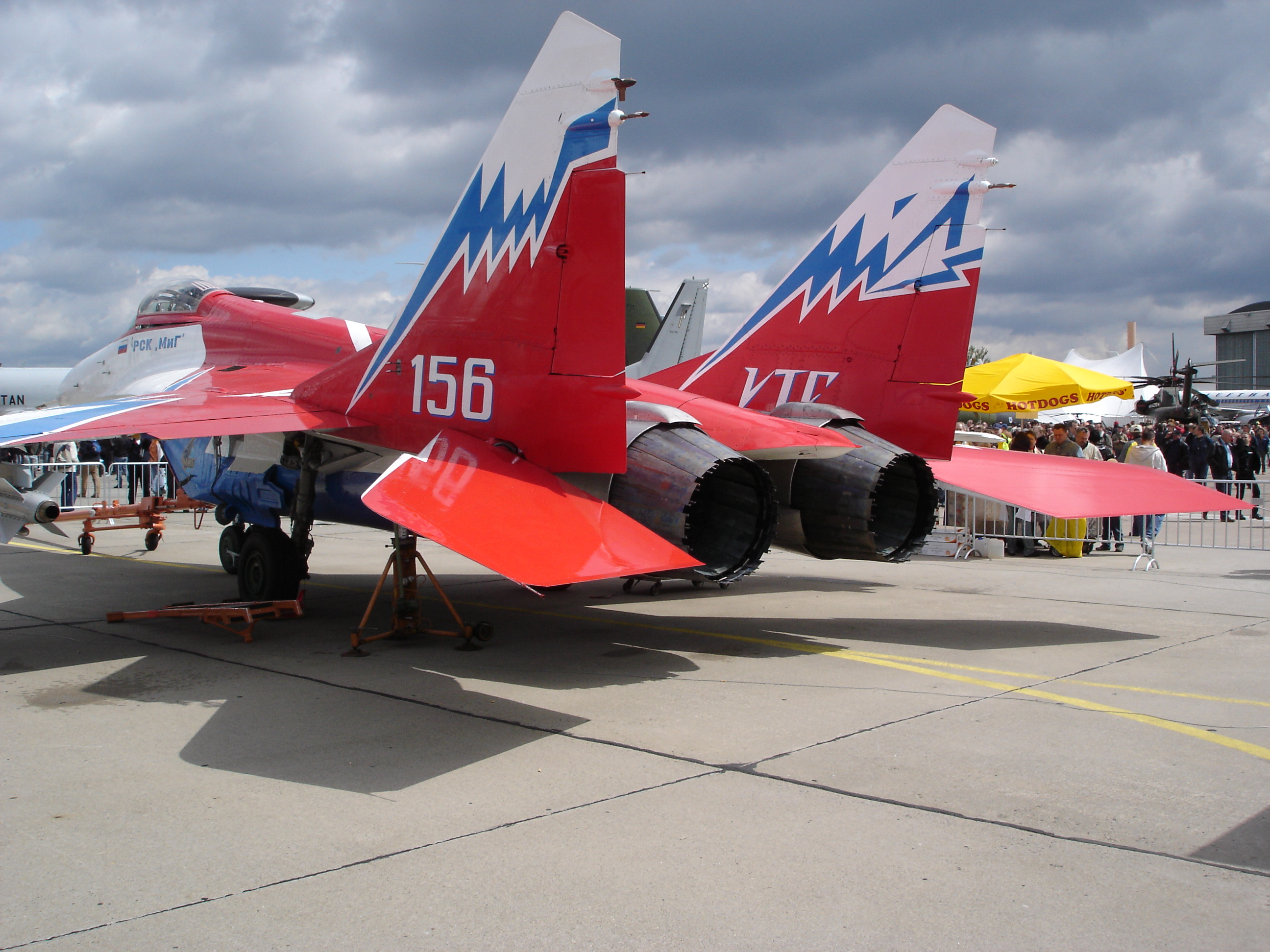
Động cơ điều chỉnh phụt mọi hướng của MiG-35

Điều chỉnh hướng phụt luồng khí là một công nghệ mới được đưa vào nhằm tăng hơn nữa khả năng quay vòng của máy bay chiến đấu. Bằng cách điều chỉnh hướng phụt của dòng khí phản lực, máy bay có thể chuyển đổi trực tiếp năng lượng động cơ thành những thay đổi hướng, hiệu quả cao hơn rất nhiều so với việc sử dụng sự kiểm soát bề mặt máy bay. Kỹ thuật này đã được áp dụng cho chiếc Mikoyan MiG-35, Sukhoi Su-30MKI và những phiên bản sau này, chiếc F-22 Raptor. Người Mỹ đã thử nghiệm kỹ thuật mới trên những chiếc F-16 và F-15 STOL/MTD, nhưng chỉ áp dụng chính thức trên chiếc F-22 Raptor. Một số thông tin cho thấy chiếc J-10 và Typhoon cũng có thể sẽ được tích hợp công nghệ điều khiển hướng phụt.

#### Siêu tốc
Siêu tốc là khả năng vượt một cách hiệu quả bức tường âm thanh của máy bay mà không cần sử dụng buồng đốt lần hai. Vì những hiệu ứng cản không khí phụ thêm, máy bay chiến đấu mang vũ khí ngoài phải chịu thêm nhiều lực cản khi đạt tới tốc độ gần âm thanh, khiến nó không thể hay không được phép vượt bức tường âm thanh nhằm tiết kiệm nhiên liệu. Dù khi không mang vũ khí các máy bay chiến đấu dễ dàng vượt qua Mach 1 và 2 khi tái đốt nhiên liệu, và loại English Electric Lightning có khả năng vượt qua Mach 1 mà không cần sử dụng tính năng đó, tuy nhiên chúng cũng chỉ là trong tập huấn thông thường và không mang theo vũ khí.
Nhờ những cải thiện về năng suất động cơ cũng như những thiết kế phù hợp khí động học hơn của khoang chứa, hiện nay các máy bay chiến đấu có thể đạt tới siêu tốc khi mang vũ khí. Chiếc Typhoon và chiếc F-22 (thế hệ thứ năm) là những chiến đấu cơ hiện đại duy nhất có khả năng này. Dassault tuyên bố chiếc Rafale có thể vượt ngưỡng âm thanh nhưng tuyên bố này chưa được chứng minh. Chiếc Typhoon có thể đạt tốc độ Mach 1.5 khi mang sáu tên lửa và không mang thùng dầu phụ, hay Mach 1.3 khi mang đủ vũ khí. Dù các tính năng kỹ thuật còn chưa được công bố, chiếc F-22 được tin rằng có tính năng tốc độ ưu việt, vì nó chứa vũ khí ở khoang bên trong.

### Thiết bị điện tử

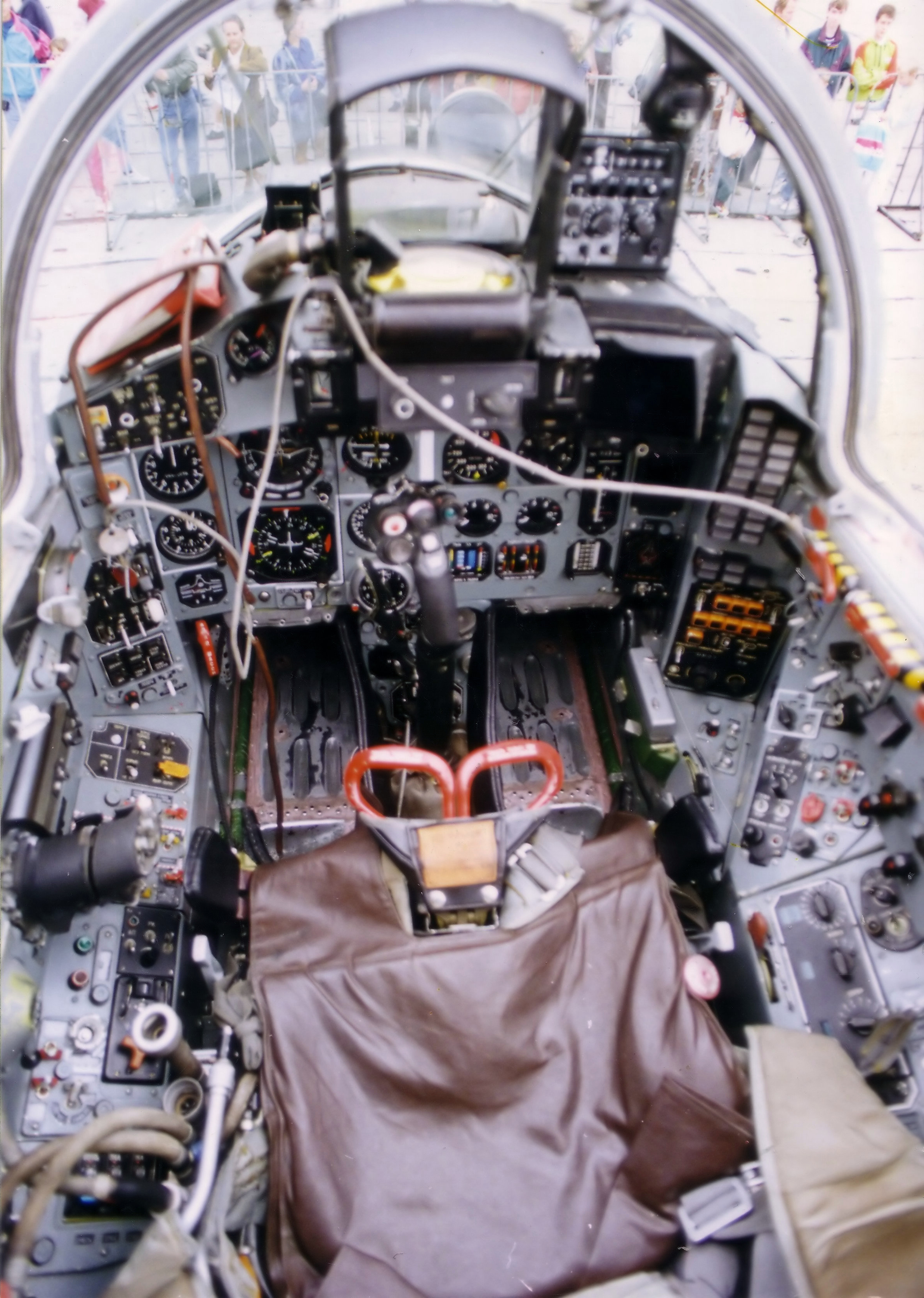
Buồng lái MiG-29 của Không quân Nga

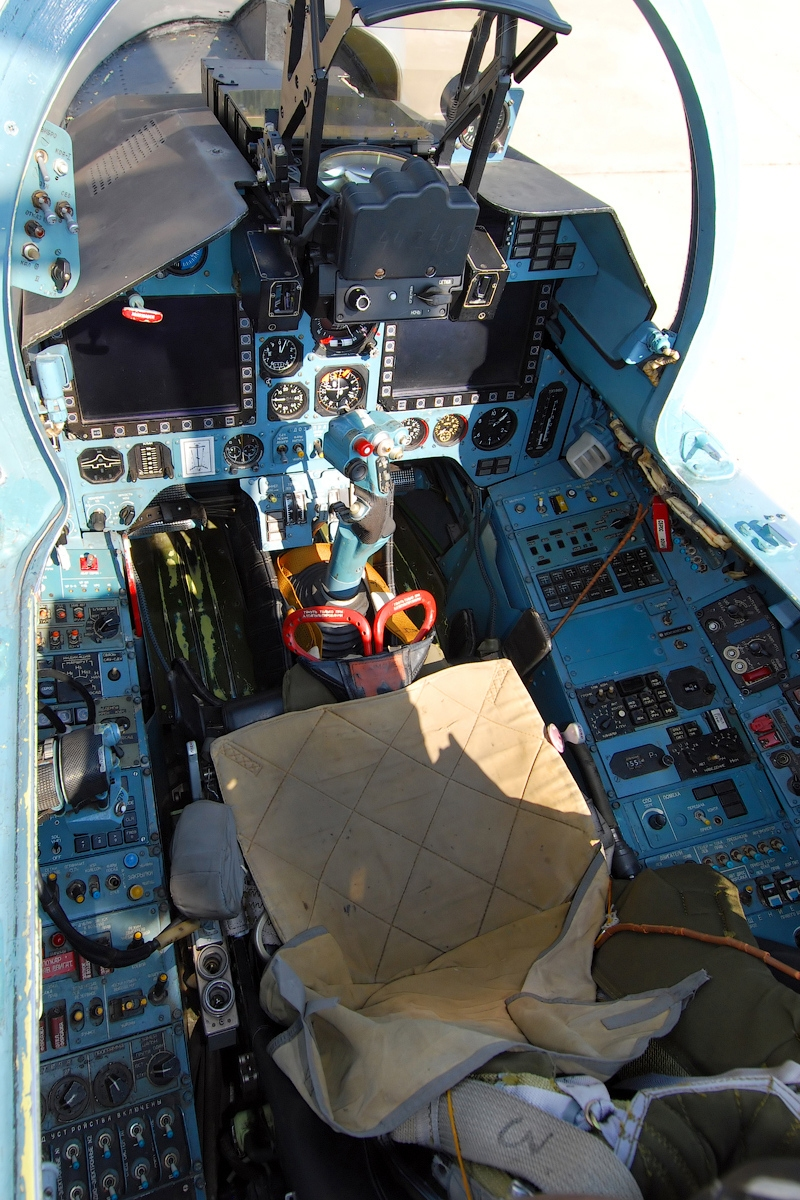
Buồng lái Su-35, máy bay chiến đấu hiện đại nhất của Không quân Nga

Điện tử hàng không là cách diễn đạt tất cả các hệ thống điện tử lắp đặt trên một máy bay, hiện này các thiết bị này ngày có tính phức tạp cũng tầm quan trọng lớn hơn. Các nhân tổ chủ chốt của hệ thống điện tử là các cảm biến (radar và cảm ứng hồng ngoại), các máy tính và các kênh dữ liệu, và giao diện người dùng. Vì chúng có thể được tháo dỡ và thay thế hoàn toàn bằng kỹ thuật mới, nên trong suốt thời gian hoạt động của máy bay, các hệ thống điện tử được nâng cấp liên tục. Các chi tiết về các hệ thống đó được bảo vệ rất cẩn mật. Bởi vì nhiều loại máy bay xuất khẩu chỉ được trang bị các hệ thống điện tử lỗi thời, nhiều quốc gia khách hàng thường phải tự phát triển hệ thống điện tử của riêng mình, thỉnh thoảng đạt chất lượng vượt xa nguyên bản. Ví dụ loại Sukhoi Su-30MKI bán cho Ấn Độ, loại F-15I và F-16I bán cho Israel, và loại F-15K bán cho Hàn Quốc.
Bộ phận cảm biến quan trọng nhất của mọi máy bay chiến đấu hiện đại là radar. Hoa Kỳ là nước tiên phong sử dụng các radar AESA trạng thái rắn, không hề có các phần di chuyển và có thể chiếu một chùm tia nhỏ hơn cũng như có mức độ quét nhanh hơn. Nó được trang bị cho loại F-15C, F/A-18E/F Super Hornet, và 60 chiếc F-16 (xuất khẩu), và sẽ được tích hợp cho mọi máy bay chiến đấu tương lai của Hoa Kỳ. Một liên minh ở châu Âu là GTDAR hiện đang phát triển một radar AESA cho loại Typhoon và Rafale, và hiện ta không biết Nga và Trung Quốc có đang phát triển các radar AESA riêng của họ không. Đối với thế hệ F-22 và F-35 tiếp theo, Hoa Kỳ sẽ sử dụng mạng lưới dữ liệu xác suất can thiệp thấp (LPI). Nó cho phép trải rộng năng lượng một xung radar ra nhiều tần số, vì thế không bị máy thu cảnh báo radar hiện lắp trên mọi máy bay phát hiện.
Để đối phó với các thiết kế mới nhấn mạnh trên tính năng tàng hình trước radar của Mỹ, Liên bang xô viết đã quay sang dùng các bộ cảm biến mới. Các cảm biến này tập trung vào tính năng tìm kiếm và theo dõi bằng tia hồng ngoại (IRST), lần đầu được sử dụng trên những chiếc máy bay chiến đấu F-101 Voodoo và F-102 Delta Dagger của Mỹ trong thập niên 1960, để dò tìm và theo dõi các mục tiêu trên không. Chúng gồm một TV camera ở chiều dài sóng hồng ngoại, có thể tự động đo phát xạ hồng ngoại do các mục tiêu phát ra. Tuy nhiên, vì các cảm biến bị động có mức độ hạn chế, và vốn không phát hiện được dữ liệu về vị trí cũng như hướng của các mục tiêu - chúng cần được so sánh với những hình ảnh thu được. Các cảm biến IRST hiện đã trở thành tiêu chuẩn trên mọi máy bay Nga. Ngoại trừ chiếc F-14D (đã chính thức ngừng hoạt động từ tháng 9 năm 2006), không một máy bay chiến đấu phương tây nào mang các cảm biến IRST để thám sát trên không, dù loại tương tự là FLIR thường được dùng để do thám mục tiêu dưới đất. Thế hệ F-22 và F-35 sẽ có các cảm biến IRST tích hợp sẵn, dù ở loại F-35 để do thám mục tiêu mặt đất.
Việc ứng dụng chiến thuật khả năng kênh dữ liệu và máy tính của máy bay rất khó xác định. Một kênh máy tính phức tạp sẽ cho phép sử dụng các thiết bị điện tử linh hoạt hơn. Ví dụ, mọi người cho rằng chiếc F-22 có thể phá nhiễu và gây hư hỏng các thiết bị điện tử của đối phương bằng một ứng dụng từ radar của nó. Một đặc tính máy tính có tầm quan trọng chiến thuật lớn khác là đường truyền dữ liệu. Tất cả các máy bay chiến đấu hiện đại của châu Âu và Hoa Kỳ đều có khả năng chia sẻ dữ liệu mục tiêu với các máy bay đồng minh và từ các máy bay AWACS (xem JTIDS). Loại đánh chặn MiG-31 của Sô viết cũng có khả năng truyền dữ liệu, vì thế có thể cho rằng các máy bay Nga cũng có khả năng này. Việc chia sẻ dữ liệu mục tiêu và cảm biến cho phép phi công sử dụng các cảm biến phát xạ và dễ bị phát hiện từ khoảng cách rất xa từ máy bay địch, và sử dụng dữ liệu đó để hướng dẫn các máy bay bí mật của mình tiếp cận mục tiêu.

### Giá
Rất khó biết chính xác giá đơn vị của máy bay, bởi vì việc thanh toán dần một chi phí phát triển lớn cho một số lượng đơn vị sản xuất có thể khiến giá thành thay đổi nhiều. Hơn nữa, giá mua không phản ánh các chi phí bảo dưỡng, phụ tùng thay thế, và huấn luyện trong suốt thời gian sử dụng. Một cách xác định giá khá tốt là dựa theo giá xuất khẩu, vốn được công bố rộng rãi, và phản ánh tổng giá thành của chi phí sản xuất cộng thêm một số khoản cho chi phí phát triển khác.
Các con số dưới đây theo USD trừ khi có ghi chú khác.
- Dassault Rafale Hơn 80 triệu USD, dựa theo số lượng xuất khẩu
- Eurofighter Typhoon Phiên bản Áo: 90 triệu USD
- Mitsubishi F-2 US$ 100 triệu
- MiG-29 27 triệu USD (1998)
- Sukhoi Su-27US$ 30 triệu
- Sukhoi Su-30 US$ ~38 triệu (nhiều phiên bản)
  - Sukhoi Su-30K cho Indonesia: '98 US$ 33 triệu
  - Sukhoi Su-30MKK/MK2 cho Trung Quốc: '98 US$ 38 triệu
  - Sukhoi Su-30MKI cho Ấn Độ, phiên bản được quy định rất cụ thể: '98 US$ 45 triệu
  - Sukhoi Su-30MKM cho Malaysia, một biến thể của phiên bản cho Ấn Độ: '03 US$ 50 triệu
- Saab Gripen khoảng '98 US$ 25 triệu
- AIDC F-CK-1 Ching-kuo IDF (Đài Loan) số lượng hàng đặt lớn khiến giá đơn vị ở mức US$ 24 triệu
- F-14 Tomcat US$ 48 triệu
- F-15 Eagle US$ 90 triệu
- F-16 Fighting Falcon US$ 60 triệu
- F/A-18 Hornet E/F model '98 US$ 70 triệu
- F-22 Raptor  Tổng chi phí chương trình 2006 US$ 338 tỷ, dựa trên số lượng sản xuất 183 chiếc (khoảng US$ 420 triệu)
- F-35 Lightning II:
  - F-35A US$ 120 triệu
  - F-35B > US$ 135 triệu
  - F-35C US$ 130 triệu

### Yêu cầu bảo dưỡng
Vì các lực lượng quân đội ngày càng sử dụng nhiều các Chiến dịch Nghiên cứu và các kỹ thuật quản lý khác từ các bên đồng minh nhằm kiểm tra tính hiệu quả của vũ khí, hiện nay bảo dưỡng và tính tinh cậy được đặt thành vấn đề ưu tiên hàng đầu. Một ví dụ là chiếc F/A-18 Hornet. Trong khi trên danh nghĩa không có mấy ấn tượng khi so sánh với những chiếc hiện đại khác, nó lại có thiết kế không đòi hỏi bảo dưỡng nhiều. Nhờ vậy, thời gian hoạt động giữa hai lần bảo dưỡng của nó lớn gấp ba lần bất kỳ một chiếc máy bay chiến đấu nào khác của Hải quân, và thời gian cần thiết để bảo dưỡng nó cũng chỉ bằng một nửa. Điều này khiến tỷ lệ bay của nó đạt rất cao và có hiệu quả lớn hơn bất kỳ một loại máy bay nào khác có tỷ lệ so sánh 1/1 với nó nhưng không thể có mức bay tương tự.

### Công nghệ tàng hình
Công nghệ tàng hình là một sự mở rộng ý tưởng từ ngụy trang quang học sang ngụy trang trước các radar hiện đại và các cảm biến phát hiện hồng ngoại. Nó không phải là một máy bay "không nhìn thấy" như quan niệm thông thường, tàng hình là biến một máy bay trở nên khó phân biệt so với bầu trời, các đám mây hay các máy bay ở xa, đó là một ưu thế chiến thuật lớn. Tuy các nguyên tắc cơ bản về việc chế tạo hình dáng máy bay nhằm tránh bị phát hiện đã được biết đến ít nhất từ thập kỷ 1960, nhưng phải tới khi các siêu máy tính đã đạt mức tiến bộ cho phép tính toán hình dạng máy bay nhằm đạt góc phản hồi radar nhỏ nhất thì kỹ thuật này mới có thể đưa vào áp dụng. Việc sử dụng máy tính thiết kế hình dạng, cộng với những vật liệu không phản hồi radar, khiến máy bay có được diện tích phản hồi radar (RCS) ở mức tối thiểu và rất khó bị phát hiện bằng radar.
Trong thập kỷ 1970, thiết kế hình dạng tàng hình mới ở mức độ sơ khai (như thấy ở chiếc F-117 Nighthawk nhiều góc cạnh) khiến tính năng thao diễn của máy bay chiến đấu bị ảnh hưởng nhiều. Những máy tính mạnh hơn cho phép thiết kế hình dạng mượt hơn như chiếc B-2 Spirit, và đã áp dụng tốt những nguyên tắc cơ bản để làm giảm bớt, nếu không nói là giảm mạnh, diện tích phản hồi radar của máy bay. Các kỹ thuật đó được áp dụng cùng lúc với các biện pháp giảm phát xạ hồng ngoại, quang học, âm thanh máy bay.
Những chương trình phát triển máy bay chiến đấu gần đây cả Hoa Kỳ đặt sự chú trọng lớn trên tính năng tàng hình, và chiếc F-22 mới được đưa vào sử dụng gần đây là chiếc máy bay chiến đấu đầu tiên được thiết kế với ưu tiên tàng hình hàng đầu như vậy. Chiếc F-35 cũng có mức độ thiết kế bề mặt tàng hình tương đương, dù những lá tuốc bin hở phía sau của nó khiến khả năng tàng hình từ đằng sau bị giảm đáng kể (các miệng phụt khí của chiếc F-22 cũng được dùng để che các lá tuốc bin). Nhiều loại máy bay chiến đấu thế hệ thứ tư đã được tích hợp thiết kế hình dạng ngoài hay sửa đổi các chi tiết nhằm làm giảm diện tích phản hồi radar, chúng gồm loại Super Hornet, Typhoon, và Rafale.
Cần nhớ rằng thuật nghĩa tàng hình ở đây chỉ được coi là tàng hình đối với các radar đặt trên các máy bay khác. Những radar tần số thấp dưới mặt đất ít bị ảnh hưởng bởi các tính năng tàng hình này. Chương trình radar vượt quá đường chân trời Jindalee của Australia được cho là có thể phát hiện ra sự hỗn loạn không khí yếu do một máy bay tạo ra không cần biết tới những khả năng tàng hình của nó . Cũng cần phải chờ xem liệu một hệ thống như vậy có thể được chế tạo ở mức nhỏ gọn để lắp lên trên một máy bay, và có khả năng tiếp tục theo dõi hay chỉ đơn giản có chức năng cảnh báo mà thôi. Khi mất đi những ưu thế tàng hình chiếc F-35 rất dễ bị tiêu diệt.
Có một số báo cáo cho rằng hệ thống điện tử của chiếc Rafale, Thales Spectra, gồm cả kỹ thuật nhiễu radar "tàng hình", một hệ thống xóa dấu vết radar tương tự như những hệ thống ngăn âm thanh của loại De Havilland Canada Dash 8. Những thiết bị làm nhiễu thông thường khiến việc định vị một máy bay trở nên khó khăn hơn, nhưng khi chúng hoạt động thì đó lại là một yếu tố để các máy bay khác phát hiện ra nó; Hệ thống của người Pháp được cho là có thể làm nhiễu nhưng không dễ dàng bị phát hiện. Trên thực tế, một hệ thống như vậy có thể mang lại những ưu thế tương tự, nhưng không hiệu quả bằng, loại F-22 và JSF. Tuy nhiên, hiện vẫn chưa biết rõ hệ thống này có hiệu quả cao tới mức nào, hay thậm chí nó đã được sử dụng đầy đủ chưa.
Tương tự, những nghiên cứu nhằm tìm ra cách thức khác để giảm thiểu khả năng bị thám trắc vẫn tiếp tục diễn ra. Đã có những tuyên bố rằng người Nga hiện đang nghiên cứu "tàng hình plasma",  Lưu trữ ngày 25 tháng 9 năm 2006 tại Wayback Machine. Rõ ràng, kỹ thuật kiểu như vậy có thể tước bỏ một số ưu thế của loại F-22 và JSF hiện nay, nhưng những nghiên cứu của người Mỹ cũng diễn ra không ngừng nghỉ.
Ngoài radar, có nhiều cách khác để thám trắc máy bay. Ví dụ, những cảm biến hồng ngoại bị động có thể phát hiện sức nóng tỏa ra từ động cơ, và thậm chí âm thanh của một tiếng nổ siêu thanh (mà bất cứ một máy bay siêu thanh nào cũng tạo ra). Tuy nhiên, việc sử dụng những cảm biến đó để cung cấp thông tin dẫn đường cho các tên lửa tầm xa kém chính xác hơn rất nhiều so với radar.

## Thao diễn chiến đấu
- Ngày 28 tháng 4 năm 1981 những chiếc F-16 của Israel đã lần đầu tiên bắn hạ hai chiếc trực thăng Mi-8 'Hip' của Syria trong không chiến.  và  Lưu trữ ngày 7 tháng 10 năm 2006 tại Wayback Machine
- Chiếc máy bay chiến đấu đầu tiên bị F-16 bắn hạ ngày 14 tháng 7 năm 1981 trong Chiến dịch Opera khi một phi công Israel bắn hạ một MiG-21 của Syria.
- Ngày 19 tháng 8 năm 1981 Hai chiếc USN F-14A Tomcat thuộc Phi đội 41 đã bắn hạ hai chiếc SU-22 Fitters của Liban trên bầu trời Vịnh Sidra, sau khi một chiếc SU-22 đã bắn một tên lửa không đối không AA-2 "Atoll".
- Trong năm 1982, ba chiếc MiG-21 và 2 MiG-23 của Syria đã bị những chiếc F-16 của Israel bắn hạ.
- Năm 1983 và 1984 nhiều vị trí phóng tên lửa của Syria tại Liban đã bị tấn công và phá huỷ, trong khi máy bay chiến đấu Syria lao vào không chiến và những chiếc F-16 của Israel và tỷ lệ tiêu diệt là 44-0.  and  Lưu trữ ngày 7 tháng 10 năm 2006 tại Wayback Machine
- Ngày 17 tháng 5 năm 1986 một chiếc F-16 của Pakistan đã bắn hạ một chiếc Su-22 của Afganistan, vì thế Pakistan đã trở thành nước thứ hai sau Israel đưa F-16 vào chiến đấu.
- Ngày 4 tháng 1 năm 1989 hai máy bay chiến đấu Libya, loại Mig-23, đã trở thành nạn nhân của những chiếc USN F-14A Tomcat thuộc Phi đội 32, xuất phát từ tàu sân bay USS John F. Kennedy.
- Ngày 17 tháng 1 năm 1991, trong đêm đầu tiên của Chiến tranh Vùng Vịnh, một phi công Iraq lái chiếc MiG-25PD được thông báo đã bắn hạ một chiếc F/A-18C của Hải quân Hoa Kỳ (do Trung uý Scott Speicher lái), rơi 29 hải lý phía đông nam Baghdad. Lưu trữ ngày 1 tháng 10 năm 2007 tại Wayback Machine &  Lưu trữ ngày 5 tháng 8 năm 2013 tại Wayback Machine
- Trong Chiến tranh Vùng Vịnh, các phi công F-15 của Không quân Hoa Kỳ đã bắn rơi năm chiếc MiG-29 của Iraq  Lưu trữ ngày 25 tháng 9 năm 2006 tại Wayback Machine
- Chiếc F-16 đầu tiên của Không quân Hoa Kỳ sử dụng tên lửa AIM-120 AMRAAM bắn rơi máy bay địch ngày 27 tháng 12 năm 1992 khi một chiếc F-16D bắn rơi một chiếc MiG-25 ở phía nam Iraq.   Lưu trữ ngày 23 tháng 6 năm 2006 tại Wayback Machine
- Ngày 17 tháng 1 năm 1993, một phi công Không lực Hoa Kỳ lái chiếc F-16 đã bắn rơi một MiG-29 của Iraq trên vùng cấm bay. (Một số nguồn tin cho rằng đó là chiếc MiG-23.)  Lưu trữ ngày 25 tháng 9 năm 2006 tại Wayback Machine
- Hai chiếc F-16C của Không lực Hoa Kỳ đã bắn rơi bốn chiếc Soko G-4 Super Galeb của Serbia trên bầu trời Bosnia-Herzegovina trong hai lần xuất kích ngày 28 tháng 2 năm 1994.   Lưu trữ ngày 23 tháng 6 năm 2006 tại Wayback Machine
- Trong Chiến tranh Kosovo, một phi công Hà Lan lái chiếc F-16 đã bắn hạ một MiG-29 của Nam Tư; một chiếc F-16 của Không lực Hoa Kỳ đã bắn rơi một Mig-29, trận không chiến thắng lợi cuối cùng trước loại Mig-29.   Lưu trữ ngày 23 tháng 6 năm 2006 tại Wayback Machine
- Trong Chiến tranh Kosovo năm 1999, các phi công F-15 Không lực Hoa Kỳ đã bắn rơi bốn chiếc MiG-29.
- Tháng 2, 1999, trong Chiến tranh Eritrea-Ethiopia, những chiếc Su-27 của Ethiopia đã bắn rơi bốn chiếc MiG-29 của Eritrea. (Một số nguồn tin cho rằng những chiếc máy bay Ethiopia do các phi công Nga lái, những máy bay Eritrea do phi công Ukraine lái. (Nhưng có lẽ thực tế các phi công Eritrea và Ethiopia đã được huấn luyện bởi phi công từ hai nước kia.)  Lưu trữ ngày 1 tháng 1 năm 2016 tại Wayback Machine

## Phân tích so sánh
Sẽ là sai lầm khi so sánh các loại máy bay chiến đấu theo lịch sử tham chiến, bởi vì chức năng của máy bay chiến đấu là một tổng thể mà nhiều yếu tố, gồm các khả năng C4I (chỉ huy, điều khiển, máy tính và tình báo) cũng như huấn luyện có ảnh hưởng lớn tới kết quả chiến đấu. Ví dụ, những kỷ lục bất bại của loại F-15 và F-16 không thể coi là những minh chứng rõ ràng cho thấy ưu thế tuyệt đối của chúng, bởi vì hoạt động chiến đấu của hai loại máy bay đó đều do những phi công được huấn luyện tốt của Hoa Kỳ và Israel điều khiển cộng thêm khả năng C4I so với những đối thủ được huấn luyện kém và khả năng C4I cũng ở mức độ thấp hơn nhiều.
Tuy nhiên, để đánh giá khi mua hàng, các quốc gia thường sử dụng các phân tích so sánh máy bay chiến đấu nhằm đáp ứng tốt nhất các yêu cầu nhiệm vụ của họ. Hơn nữa, những cuộc tập trận cùng nhau cũng giúp phát hiện tính năng của các máy bay chiến đấu trong một hệ thống.

### Nghiên cứu của DERA
Cơ quan nghiên cứu và đánh giá quốc phòng Anh Quốc (hiện đã chia thành QinetiQ và DSTL) đã so sánh (dựa trên giả lập dữ liệu có sẵn) so sánh chiếc Typhoon với một số máy bay chiến đấu hiện đại khác nhằm nghiên cứu khả năng thao diễn chống lại các máy bay đối thủ của nó, chiếc Sukhoi Su-35. Vì thiếu thông tin về thế hệ máy bay chiến đấu thứ năm và loại Su-35 trong thời gian nghiên cứu, đây không nên được coi là kết quả chính thức.
Cuộc nghiên cứu sử dụng những phi công thực sự, bay trong những buồng giả lập mạng JOUST kết nối với nhau. Nhiều dữ liệu giả định máy bay phương tây được đưa vào giả lập chiến đấu chống lại loại Su-35. Kết quả là:
| Máy bay                            | Đối thủ và Su-35 |
| ---------------------------------- | ---------------- |
| Lockheed Martin/Boeing F-22 Raptor | 10.1:1           |
| Eurofighter Typhoon                | 4.5:1            |
| Sukhoi Su-35 'Flanker'             | 1.0:1            |
| Dassault Rafale C                  | 1.0:1            |
| McDonnell Douglas F-15C Eagle      | 0.8:1            |
| Boeing F/A-18+                     | 0.4:1            |
| McDonnell Douglas F/A-18C          | 0.3:1            |
| General Dynamics F-16C             | 0.3:1            |

Kết quả có nghĩa, ví dụ, trong chiến tranh giả lập, 4.5 Su-35 bị bắn rơi trên mỗi chiếc Typhoon thiệt hại. Các tên lửa như KS-172 có thể để dành cho những mục tiêu lớn chứ không phải cho máy bay chiến đấu, nhưng hiệu quả của chúng trong chiến đấu tầm xa phải được tính tới.
Chiếc "F/A-18+" dùng nghiên cứu rõ ràng không phải là loại F/A-18E/F, mà là phiên bản cải tiến. Tất cả máy bay phương tây được nghiên cứu đều sử dụng tên lửa AMRAAM, trừ loại Rafale dùng tên lửa MICA. Điều này không phản ánh loại vũ khí không đối không tầm xa của những chiếc Eurofighters (cũng như Rafales), chúng sẽ được trang bị MBDA Meteor tầm xa (còn việc mang tên lửa AMRAAM chỉ là biện pháp tạm thời).
Các chi tiết giả lập không được tiết lộ, khiến ta khó biết được liệu đây có phải là một đánh giá chính xác hay không (ví dụ, liệu họ có được thông tin đầy đủ về máy bay Sukhoi và Raptor để giả lập một cách chính xác với thực tế nhất sự thao diễn chiến đấu). Một vấn đề khác của cuộc nghiên cứu là kịch bản diễn ra trận đánh không rõ ràng; có thể họ đã cố tình hay vô ý đưa ra kịch bản chiến đấu ưu thế cho một loại này hơn loại khác; Ví dụ, những trận đánh tầm xa có lợi cho những chiếc có khả năng tàng hình cao, radar tốt và tên lửa hiện đại hơn, trong khi khả năng thao diễn tốt của Su-35 có thể chỉ có ưu thế trong những trận đánh tầm ngắn. Ta cũng không rõ liệu chiếc Su-35 có được giả lập tính năng điều khiển hướng phụt động cơ hay không (như những loại MKI, MKM hiện có).
Hơn nữa, giả lập của DERA được thực hiện hồi giữa thập kỷ 90 với lượng thông tin còn hạn chế về Diện tích Phản hồi Radar, ECM và khả năng radar của loại máy bay chiến đấu hiện nay: thực vậy, ở thời điểm đó, các máy bay chiến đấu thế hệ thứ 4/5 đều chỉ đang ở giai đoạn mẫu thử nghiệm.

### Báo cáo huấn luyện
Các lực lượng không quân đồng mình thường diễn tập chiến đấu với nhau, và khi sử dụng các loại máy bay khác nhau trong diễn tập họ có thể thu thập được những thông tin liên quan tới khả năng so sánh của các loại đó.
Loại J-10 của Trung Quốc luôn vượt trội những chiếc Flanker trong diễn tập khiến loại máy bay này càng trở nên bí ẩn bởi từ trước tới nay có rất ít thông tin về nó được tiết lộ.
Những kết quả một cuộc diễn tập năm 2004 với những chiếc USAF F-15 Eagles chống lại các loại Su-30MKs, Mirage 2000s, MiG-29s và thậm chí cả loại máy bay thế hệ trước là MiG-21 của Không quân Ấn Độ đã được công bố rộng rãi, Ấn Độ đạt mức tiêu diệt "90% mục tiêu giả"  Lưu trữ ngày 13 tháng 3 năm 2005 tại Wayback Machine. Một báo cáo khác  Lưu trữ ngày 21 tháng 10 năm 2006 tại Wayback Machine cho rằng các kinh nghiệm rút ra từ cuộc diễn tập đó cho thấy khả năng rất kém cỏi của loại F-15. Theo báo cáo này, những chiếc F-15 có tỷ lệ 3 chống 1. Các quy định diễn tập cũng cho phép phía Ấn Độ sử dụng một mô hình AWACS cung cấp thông tin vị trí, và cho phép họ sử dụng các radar dẫn đường tự động giả lập của loại tên lửa MBDA Mica và AA-12. Trái lại, những chiếc F-15, không được phép dùng hết tầm loại tên lửa giả lập AMRAAM (hạn chế ở cự li 32 km trong khi tầm tối đa loại này theo thông báo có thể lên đến 100 km), cũng không được sử dụng các hệ thống radar của AMRAAM để dẫn đường tự động cho nó (mà dựa vào radar trong của chiếc F-15 cho mục đích này). Không chiếc F-15 nào được trang bị loại radar AESA mới nhất hiện nay, đã được trang bị cho một số chiếc F-15 trong Không lực Hoa Kỳ.
Cũng cần nhớ rằng Không lực Hoa Kỳ hiện lobby mạnh để đưa loại F-22 vào sử dụng càng nhiều càng tốt, và bằng chứng cho thấy thiết bị của Không quân Hoa Kỳ thua kém so với những máy bay chiến đấu đối thủ tiềm tàng cũng chính là một hành động lobby.
Tháng 6, 2005, trong một cuộc tập trận một phi công Eurofighter được thông báo đã thoát khỏi hai chiếc F-15 bám đuôi và đưa chúng vào tầm ngắm của mình.
Trong Cuộc diễn tập Northern Edge 2006 tại Alaska đầu tháng 6, chiếc F-22 đã chứng tỏ nó có thể đối đầu với 40 "máy bay địch" trong trận chiến giả lập. Chiếc Raptor đạt mức tiêu diệt 108 trên 0 trong cuộc diễn tập này. .